# Katrin Gebbe

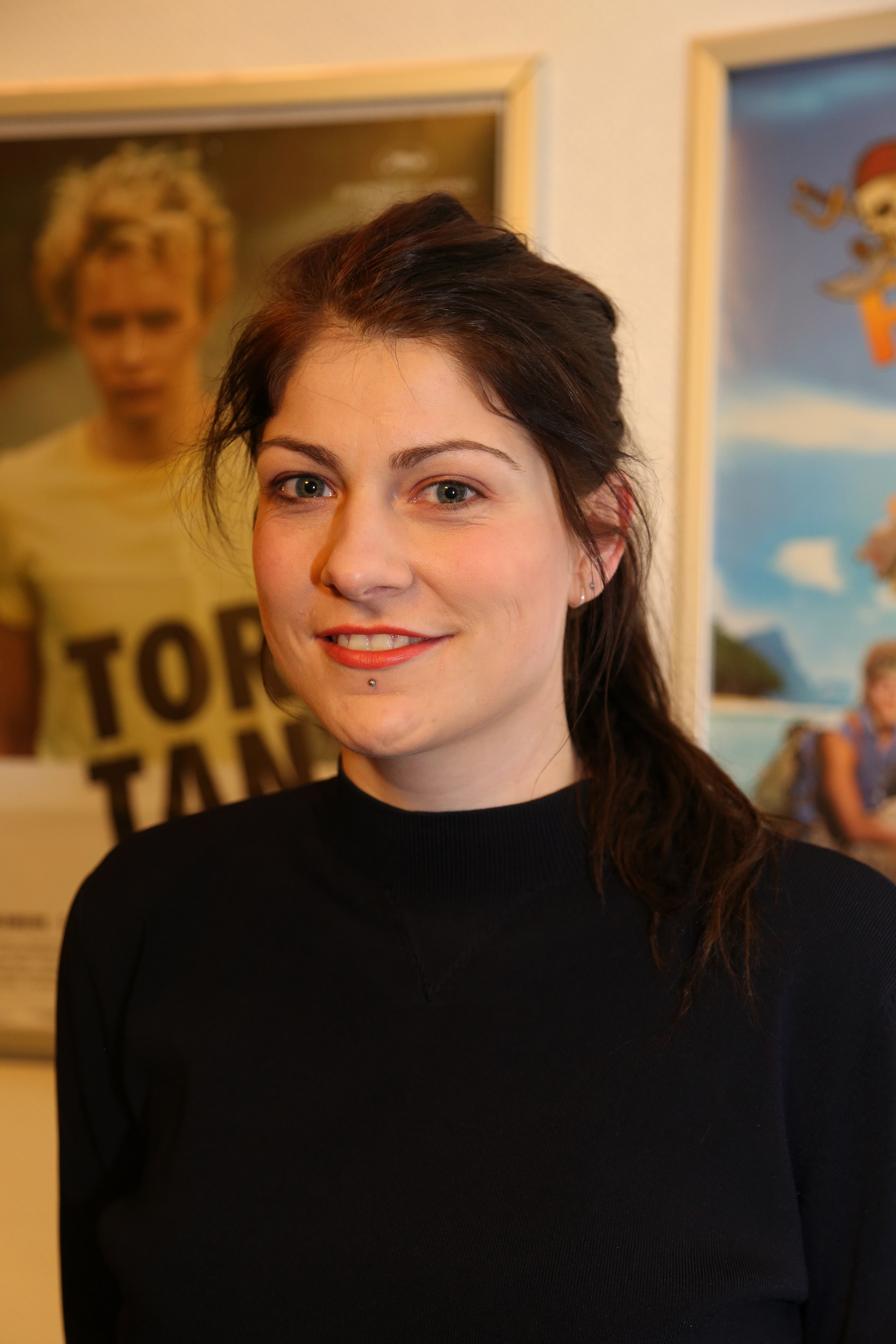
Katrin Gebbe 2014 bei der Vorstellung ihres Spielfilmdebüts Tore tanzt im Apollo-Kino Center Ibbenbüren.

Katrin Gebbe (* 23. März 1983 in Ibbenbüren) ist eine deutsche Filmregisseurin und Drehbuchautorin.

## Leben
Katrin Gebbe studierte zunächst freie Kunst und visuelle Kommunikation an der Academy of Visual Arts in Enschede, wo sie erste Kurz- und Experimentalfilme drehte. Ab 2005 schloss sich ein Aufbaustudium in der Fachrichtung Regie an der Hamburg Media School an. Ihre Abschlussarbeit, der Kurzfilm Şoreş & Şîrîn mit Ulrike Folkerts wurde auf dem Chicago International Children’s Film Festival mit dem Kurzfilmpreis der Erwachsenenjury ausgezeichnet. Zudem erhielt er 2009 den European Young CIVIS Media Prize.
Ihr Spielfilmdebüt Tore tanzt über einen Hamburger Jesus Freak erhielt eine Einladung in die Sektion Un Certain Regard der 66. Filmfestspiele von Cannes. Dort feierte der Film am 23. Mai 2013 seine Weltpremiere. Gebbe und Verena Gräfe-Höft, die Produzentin des Films, hatten sich während ihres Studiums kennengelernt und im Jahr 2009 mit der Arbeit an dem Projekt begonnen. Die Hauptrolle übernahm der Nachwuchsdarsteller Julius Feldmeier. Für diesen Film erhielt Katrin Gebbe 2013 den Preis der deutschen Filmkritik für das beste Spielfilmdebüt sowie den Bayerischen Filmpreis für die beste Nachwuchsregie.
Ihr zweiter Film Pelikanblut mit Nina Hoss in der Hauptrolle wurde bei den Internationalen Filmfestspielen von Venedig 2019 uraufgeführt, wo er die Nebensektion Orizzonti eröffnete.
Gebbe ist Mitglied im Bundesverband Regie (BVR).

## Filmografie
- 2006: KOI (Kurzfilm)
- 2007: Narzissen (Kurzfilm)
- 2007: Einladung (Kurzfilm)
- 2008: Şoreş & Şîrîn (Kurzfilm)
- 2013: Tore tanzt
- 2016: Tatort – Fünf Minuten Himmel
- 2019: Pelikanblut
- 2022: Die Kaiserin (Netflix; Regie in zwei Folgen und Pilot)
- 2025: A Thousand Blows (Fernsehserie)

## Auszeichnung
- 2009: Civis – Europas Medienpreis für Integration für Şoreş & Şîrîn
- 2009: Preis der Erwachsenenjury (Kurzfilm) des Chicago International Children’s Film Festival für Şoreş & Şîrîn
- 2013: Montblanc Drehbuch Preis beim Filmfest Hamburg für Tore tanzt
- 2013: Preis der deutschen Filmkritik, Bestes Spielfilmdebüt für Tore tanzt
- 2014: 35. Bayerischer Filmpreis als Beste Nachwuchsregisseurin für Tore tanzt
- 2014: Nominierung für den Deutschen Filmpreis in der Kategorie Beste Regie für Tore tanzt